# آلبر کوئن
آبراهام آلبرت کوهن (به فرانسوی: Albert Cohen)؛ (16 اوت 1895-17 اکتبر 1981) رمان نویس، شاعر، نویسنده و نمایش‌نامه نویس یهودی رومانیایی سوئیسی یونانی الاصل، فرانسوی زبان قرن بیستم میلادی است. او در جزیره کورفو در یونان زاده شد و در ژنو سوییس درگذشت. او به عنوان کارمند دولتی در سازمان های مختلف بین المللی مانند سازمان بین المللی کار مشغول به کار بود. وی در سال 1919 شهروند سوئیس شد.

## زندگی‌نامه

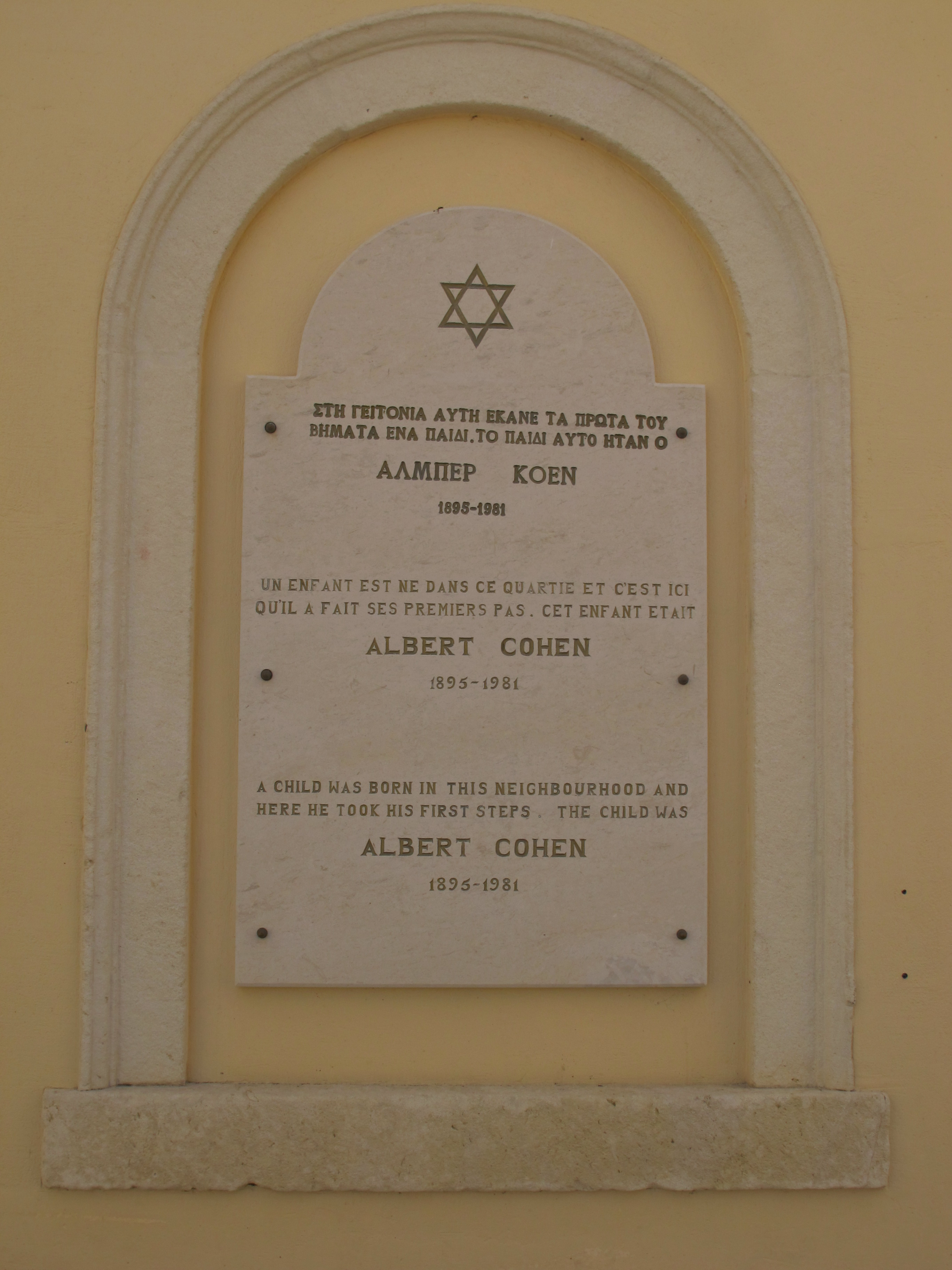
پلاکی در کنیسه کورفو

آلبرت کوهن در سال ۱۸۹۵ در جزیرهٔ یونانی کورفو در خانواده‌ای یهودی چشم به جهان گشود. خانواده او که در صنعت ساخت صابون فعالیت می‌کرد، زمانی که آلبرت پنج سال بیشتر نداشت به شهر مارسی در فرانسه مهاجرت کرد. آلبرت کوهن تحصیلاتش را در یک مدرسه خصوصی کاتولیک آغاز کرد.
در ۱۶ اوت ۱۹۱۵ بود که در خیابان برای اولین بار مورد توهین فروشنده دوره گردی قرار گرفت که او را جهود خطاب می‌کرد قرار گرفت. پسربچه به سمت ایستگاه قطار شهر می‌دود و از آنجا که جایی برای فرار ندارد، خودش را در توالت عمومی حبس می‌کند و روی دیوار توالت می‌نویسد: زنده باد فرانسوی ها! کوهن بعدها از این اتفاق در یکی از کتاب‌هایش یاد می‌کند و خاطره آن روز را با جزئیات نقل می‌کند.
او در سال ۱۹۰۴ وارد دبیرستان می‌شود، چند سال بعد با دانش آموز دیگری به نام مارسل پانیول طرح دوستی می‌ریزد. در سال ۱۹۱۳ دیپلم خود را با معدل متوسط اخذ می‌کند و یک سال بعد مارسی را به مقصد ژنو ترک می‌کند تا تحصیلات دانشگاهی خود را در رشته حقوق ادامه دهد. او از همان ابتدا شروع به فعالیت به نفع صهیونیسم می‌کند، هرچند که تا پایان عمرش هرگز به اسرائیل سفر نمی‌کند. در سال ۱۹۱۷ مدرک لیسانس می‌گیرد و سپس در دانشگاه ادبیات تا سال ۱۹۱۹ به تحصیل ادبیات می‌پردازد. در همین سال با الیزابت بروشر ازدواج می‌کند، حاصل این ازدواج، تنها دخترش مریم است. عمر این پیوند اما بسیار کوتاه است، در سال ۱۹۲۴ همسرش از بیماری سرطان می‌میرد.
آلبرت کوهن بین سال‌های ۱۹۲۶ و ۱۹۳۱ در سازمان بین‌المللی کار واقع در ژنو کار می‌کند. بعدها تحت تأثیر فضای این سازمان شخصیت‌های اصلی مرد کتاب معروفش زیبای ارباب را خلق می‌کند. در سال ۱۹۳۱ برای بار دوم ازدواج می‌کند که این بار به طلاق ختم می‌شود.
در سال ۱۹۴۱ مادرش در مارسی از دنیا می‌رود، در همین سال همسر آینده اش بلا برکوویچ را ملاقات می‌کند و همچنین به فعالیت‌های سیاسی اش در زمینه حقوق پناهندگان ادامه می‌دهد. او در سال ۱۹۴۷ به ژنو بر می‌گردد و مدیر یکی از موسسه‌های زیر مجموعه سازمان ملل می‌شود. ده سال بعد به او پیشنهاد می‌شود که به عنوان سفیر اسرائیل به فعالیت بپردازند که وی به بهانهٔ ادامهٔ فعالیت ادبی از پذیرش آن سر باز می‌زند.

## آثار
در سال ۱۹۲۱ او مجموعه شعری به نام Paroles Juives را منتشر کرد. در سال ۱۹۳۰ اولین رمانش با عنوان سلال روانه بازار شد. سلال شروع جوانی شخصیتی است به همین نام که سرنوشتش در معروف‌ترین کتاب کوهن با نام زیبای ارباب رقم می‌خورد. این کتاب در فرانسه و همهٔ دنیا مورد توجه منتقدین قرار گرفت. در مقاله‌ای در نیویورک تایمز سبک او را ترکیبی از جیمز جویس، ارسکین کالدول و فرانسوا رابله خواندند که با جادوی هزار و یک شب همراه شده‌است. این کتاب سرانجام جایزه بزرگ آکادمی فرانسه را از آن خود کرد و نویسنده را به کسب عنوان لژیون دونور رساند. از دیگر آثار کوهن می‌توان به کتاب مادرم که اثری اتوبیوگرافی است اشاره کرد.